# Capolungo (Genova)
Capolungo è una località del comune di Genova posta al confine con il comune di Bogliasco e compresa nel Municipio IX Levante. Fino al 1926 faceva parte del comune di Sant'Ilario, che in quell'anno, insieme a molti altri comuni del Genovesato, fu aggregato alla Grande Genova. Da allora la località, estrema propaggine a levante del comune di Genova, è considerata parte integrante del quartiere di Nervi.

## Architetture religiose
- Chiesa di Nostra Signora della Mercede e Sant'Erasmo